# Кастелрото
Кастелро̀то (на италиански: Castelrotto; на немски: Kastelruth, Кастелурт, на ладински: Ciastel, Частел) е градче и община в Северна Италия, автономна провинция Южен Тирол, автономен регион Трентино-Южен Тирол. Разположено е на 1060 m надморска височина. Населението на общината е 6753 души (към 2015 г.).

## Език
Официални общински езици са и италианският и немският. Най-голямата част от населението говори немски. В общината се говори и други романски език, ладинският.
| %     | Роден език      |
| 3,69  | Италиански език |
| 80,94 | Немски език     |
| 15,37 | Ладински език   |